# Nano (Togo)
Pour les articles homonymes, voir Nano (homonymie).
Nano est une petite ville du Togo.

## Géographie
Nano est situé à environ 20 km de Dapaong et à 11 km de Tandjoaré dans la région des Savanes.
La vie économique de Nano est basée sur le commerce des produits agricoles, notamment les céréales, les tubercules et aussi la vente des animaux . Nano est un carrefour pour de nombreux villages, raison pour laquelle son marché s'anime bien les jeudis et les dimanches, regroupant les villages aux alentours et aussi les Ghanéens.

## Vie économique
- Coopérative paysanne

## Lieux publics

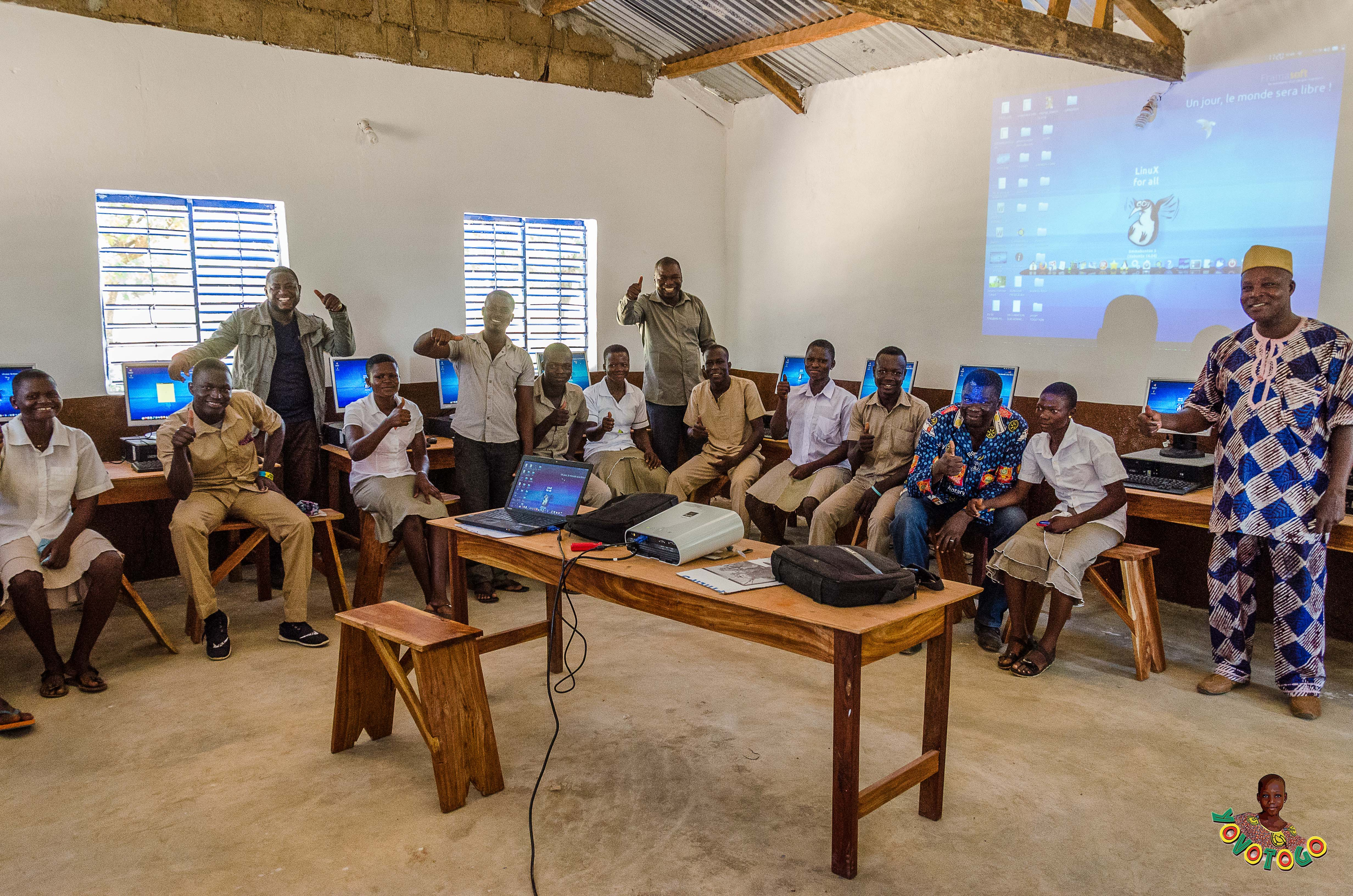
Inauguration de la salle informatique composée de 20 ordinateurs reconditionnés sous Emmabuntüs.

La ville dispose d'une école primaire, d'une école secondaire et d'un lycée. Depuis octobre 2016, ce lycée est muni d'une salle de formation à l'informatique, réalisée par les parents d'élèves et équipée de 20 ordinateurs reconditionnés fonctionnant sous Emmabuntüs 3 fournis par l'A.S.I. YovoTogo.
La vile possède également un centre médico-social, un poste de police et un marché accueillant des commerçants ghanéens.